# 요동 (집)

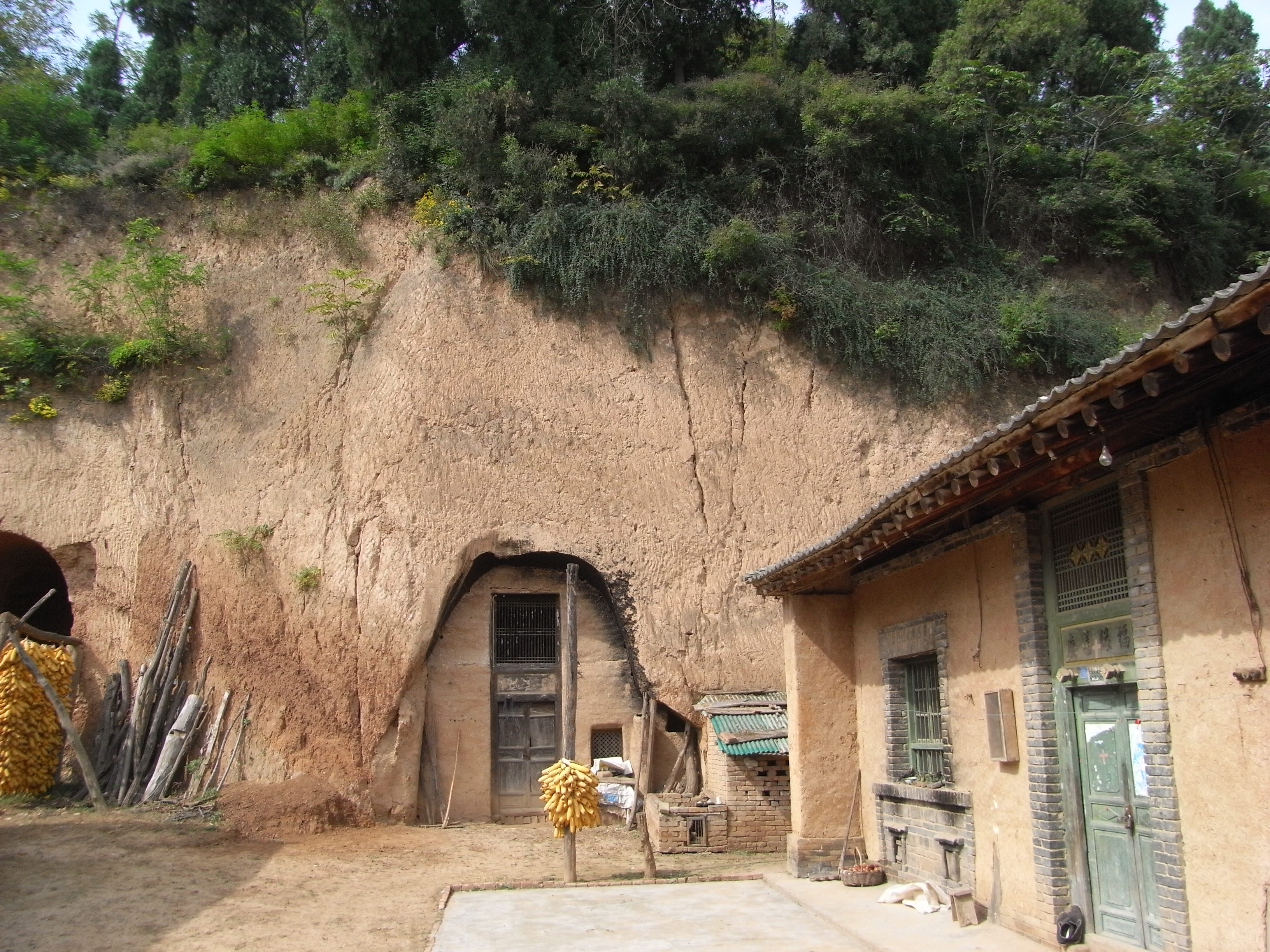

요동(窯洞→기와굴)은 중국 섬서성 북부, 감수성 동부, 산서성 중남부, 하남성 서부의 농촌지역에 보편적인 주택형식이다. 황투고원의 표토는 매우 고운 실트이기 때문에 손쉽게 파고들어갈 수 있다. 그래서 흙 속에 커다란 공간을 파내고 그 안을 집으로 꾸며 사는 것이다.

## 같이 보기
- 가정대지진
- 흙둘레집
- 그린 빌딩